# Василяускас, Нериюс
Нериюс Василяускас (лит. Nerijus Vasiliauskas; 20 июня 1977, Вильнюс, СССР) — литовский футболист, полузащитник. Выступал за сборную Литвы.

## Карьера
Профессиональную карьеру начинал в фарм-клубе вильнюсского «Жальгириса» — «Жальгирисе-2», который выступал во втором по значимости дивизионе Литвы. В 1996 году перёшел в главный клуб столицы страны, где играл до 1999 года.
В 2000 году на правах аренды перебрался в нижегородский «Локомотив», за который в первом круге Высшего дивизиона 2000 провёл 5 матчей и забил один мяч. В июне 2000 года Нериюс Василяускас отправился на просмотр в «Зенит» из Санкт-Петербурга, однако после почти недельного наблюдения за литовцем руководство приняло решение отказаться от покупки футболиста, так как питерцев смутила слишком большая сумма, которую запрашивали вильнюссцы, они оценили Нериюса в 200 тысяч долларов США. Второй круг того же сезона он провёл в махачкалинском «Анжи», однако на поле так и не вышел. После чего вернулся в «Жальгирис». С 2001 по 2003 год играл в польском клубе «Висла» из Плоцка, за которую сыграл лишь три матча в чемпионате Польши. С 2004 по 2005 играл за «Ветру».
Летом 2005 года подписал двухлетний контракт с «Таврией» из Симферополя, за которую провёл 39 матчей в чемпионате Украины, забил 4 мяча и 4 игры в Кубке страны. Василяускас редко выходил на поле в составе крымчан, так в сезоне 2007/08 он принимал участие лишь в 2 матчах, и в декабре 2007 года сразу после матча 18-го тура национального чемпионата, в котором «Таврия» обыграла полтавскую «Ворсклу» (1:0), руководство «Таврии» решило не продлевать контракт литовца, и он покинул расположение клуба в статусе свободного агента.
В 2008 году Нериус вернулся в «Жальгирис», за который в первой половине сезона А-лиги сыграл 11 матчей и забил 3 гола. В июне 2008 года он расторг контракт с клубом и был намерен продолжить карьеру в рядах бакинского клуба «Олимпик». В январе 2009 года прибыл в стан другого азербайджанского клуба «Хазар-Ленкорань», который проводил турецкий сбор в Анталье, но вскоре вновь вернулся в «Ветру». В настоящее время игрок эстонского клуба «Калев» из Силламяэ.